# Pierre Poivre

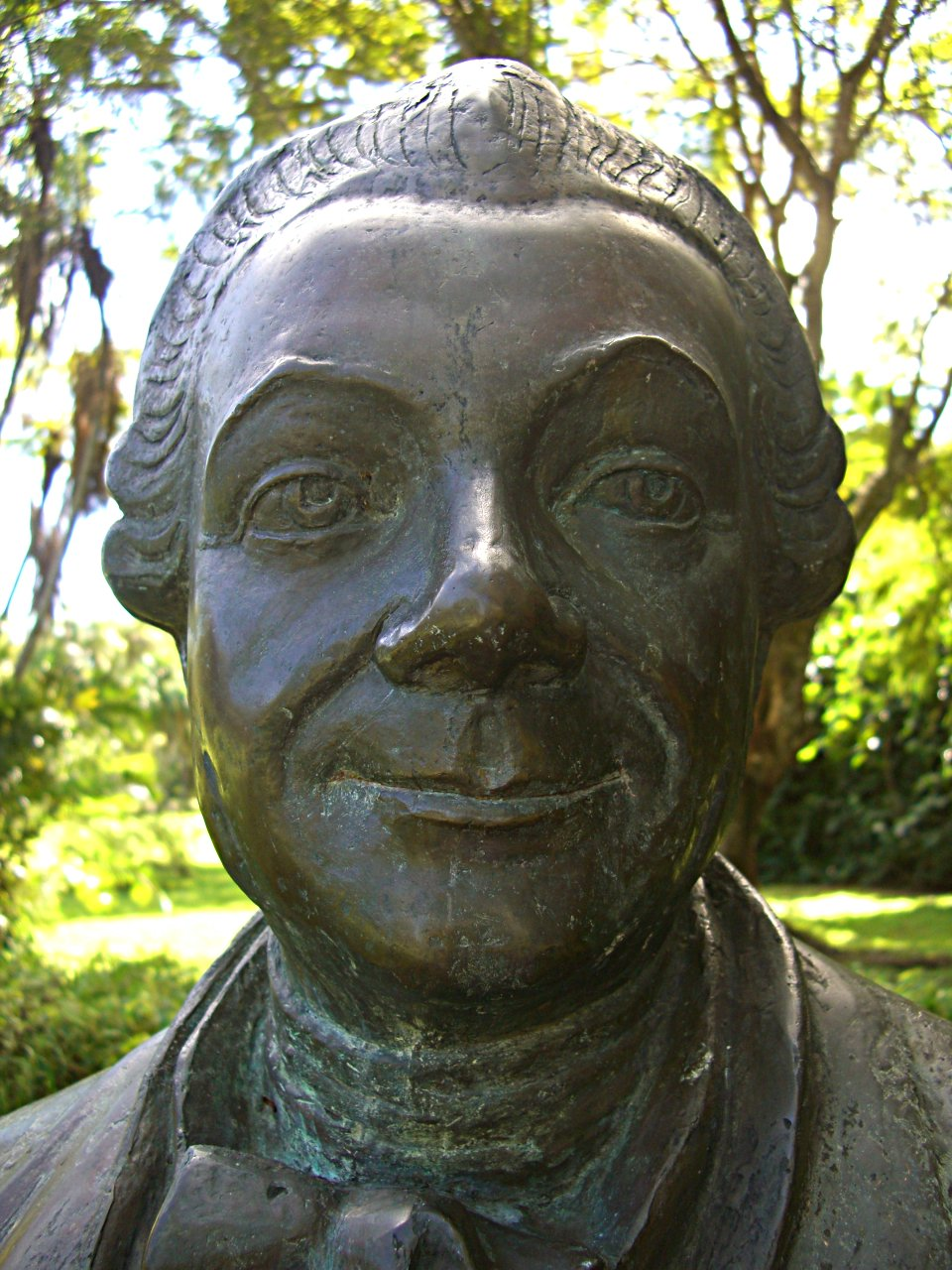
Pierre Poivre

Pierre Poivre là một họa sĩ người Pháp (23/8/1719 - 6/1/1786).
Ông sinh ra ở thành phố Lyon, Pháp. Ông đã được cử đến Trung Quốc và Nam Kỳ. Ông đã vẽ ở Pháp những bức tranh đẹp về cây hoa và một số con tem, nổi bật là "Mautirius"
ông đến Việt Nam và đã nảy sinh tình cảm với đất nước tuy nghèo khó nhưng chân thật này
Những bức tranh của ông về Việt Nam rất đẹp và chân thực, được giới phê bình đánh giá cao.[nguồn gốc?]

## Tiểu sử
Poivre là con trai của một người buôn lụa giàu có. Ông luôn muốn được đi về Đông Á và đã gia nhập hội Thừa Sai Paris. Ông đến châu Á lần đầu tiên vào năm 1740. Ông ta đã đến Ấn Độ, Trung Quốc và Đông Dương và đã có ý định buôn bán ở nơi này. Sau khi trở về châu Âu năm 1747, ông không làm linh mục nữa mà chuyển sang công ty Đông Ấn để thành lập một nhà băng ở Nam Việt Nam (Cochinchina). Ông đến miền Nam Kỳ hai năm sau trên danh nghĩa đại diện công ty Đông Ấn. 

## Tại Việt Nam
Ở Việt Nam, ông xin được phép của nhà vua Nguyễn Phúc Khoát để mở tạm hai trạm buôn: một tạm và một lâu dài ở Đà Nẵng. Ông ta bắt cóc trẻ con để làm phiên dịch riêng cho ông. Triều đình Việt Nam tức giận và ra lệnh trục xuất tất cả các nhà truyền đạo Châu Âu ra khỏi Việt Nam. Hai năm sau, những người này mới trao trả lại những bé Việt Nam mà họ đã bắt cóc. Sau đó thì họ lại được vào Việt Nam. 